# Cattedrale di Santa Sofia (Nicosia)
La cattedrale di Santa Sofia di Nicosia (attualmente moschea di Selim; in turco Selimiye Camii) è una cattedrale cattolica gotica trasformata in moschea, situata a Lefkoşa, (la parte nord di Nicosia, capitale di Cipro) appartenente  de facto alla Repubblica turca di Cipro del Nord. Edificata durante il periodo crociato, costituisce uno dei principali monumenti dell'isola.

## Storia

### Origini
Si ritiene che l'attuale cattedrale possa essere stata costruita sul sito di una chiesa bizantina (ortodossa) già chiamata Haghia Sophia dedicata a Santa Sofia (metafora della divina saggezza). 

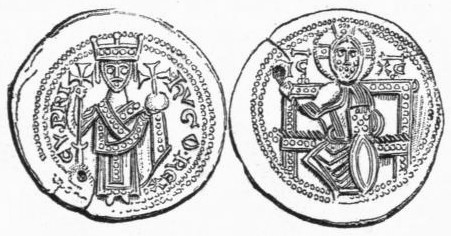
Bisante di Ugo I, re di Cipro

In seguito all'acquisizione di Cipro da parte dei crociati nel 1191, la costruzione del santuario fu commissionata da Alice di Champagne, moglie del re Ugo I. 
La costruzione fu iniziata nel 1208 da Eustorge de Montaigu, uno dei primi arcivescovi latini di Nicosia e la sua consacrazione avvenne nel 1326. 
L'edificio fu eretto da architetti e muratori francesi nel puro stile delle cattedrali gotiche francesi. Poiché era la chiesa più grande di Cipro, ospitò le cerimonie di incoronazione dei Re di Cipro dal 1192 al 1489, anno della caduta del Regno di Cipro.

### XIV e XV secolo
La cattedrale venne danneggiata da diversi terremoti e restaurata per esempio dalla Repubblica di Genova nel 1373. Un altro terremoto distrusse la parte orientale dell'edificio nel 1491 ma i veneziani la ricostruirono (dopo aver preso il controllo di Cipro nel 1489). Durante questi lavori, venne scoperta la sepoltura del re Ugo II di Lusignano (1252-1267), il cui corpo ben conservato indossava ancora una corona ed era circondato da oggetti d'oro.

### Trasformazione in moschea

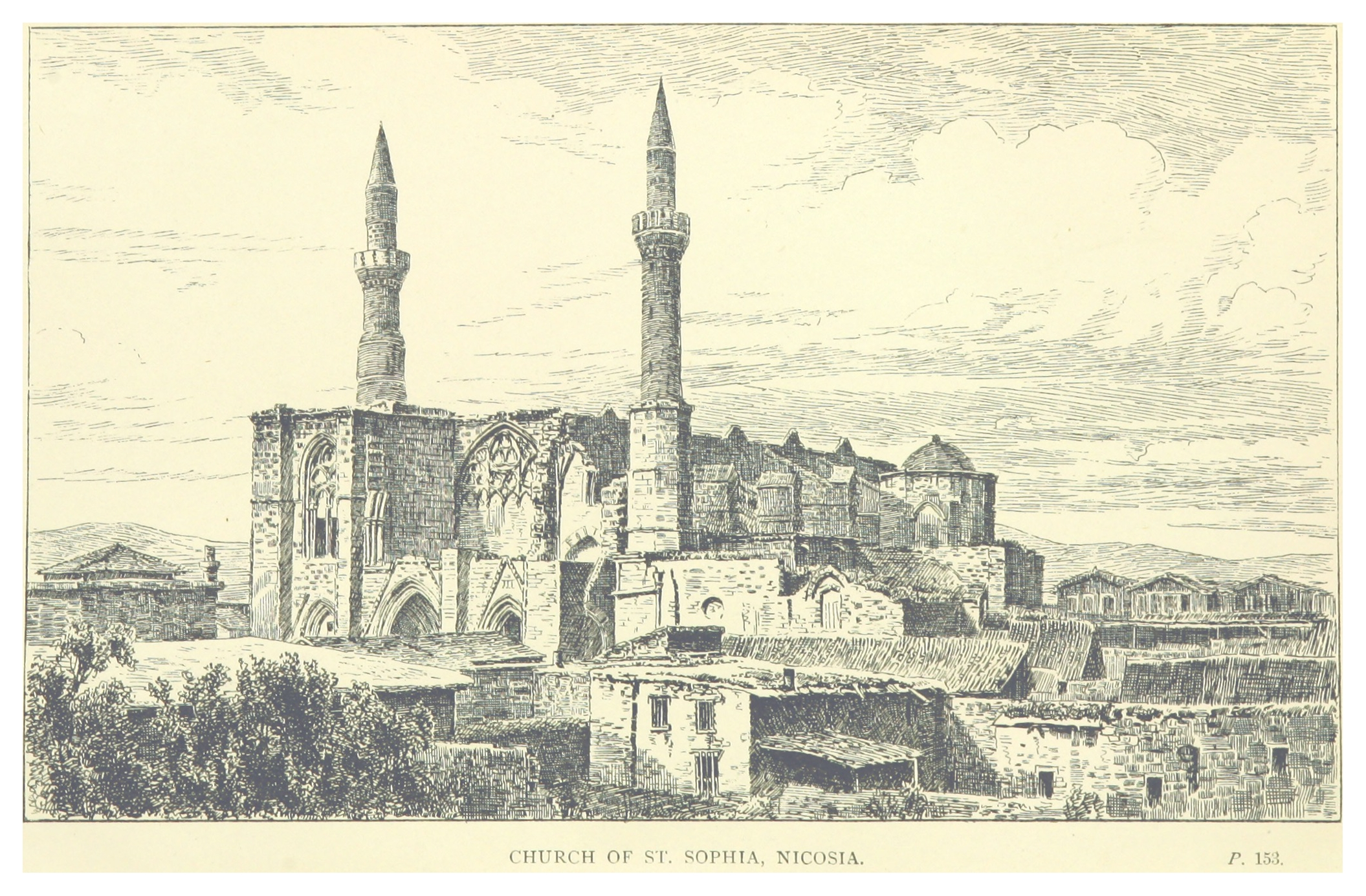
La moschea Selimiye in un'incisione del 1887 conservata nella British Library

Con la conquista di Nicosia da parte degli Ottomani (1570), la cattedrale di Santa Sofia fu trasformata in moschea e due minareti furono aggiunti nella parte occidentale dell'edificio. 
La ricca decorazione della cattedrale fu distrutta, così come le sculture, gli affreschi e le vetrate raffiguranti scene dell'Antico e del Nuovo Testamento, mentre furono distrutte anche le varie pietre tombali dei Re e dei Principi Lusignano. Nel mese di agosto 1954, il monumento fu ribattezzato "Selimiye Camii" ("Moschea di Selim") in onore del sultano Selim II (1566-1574) che regnò al tempo del conquista di Cipro.

## Descrizione

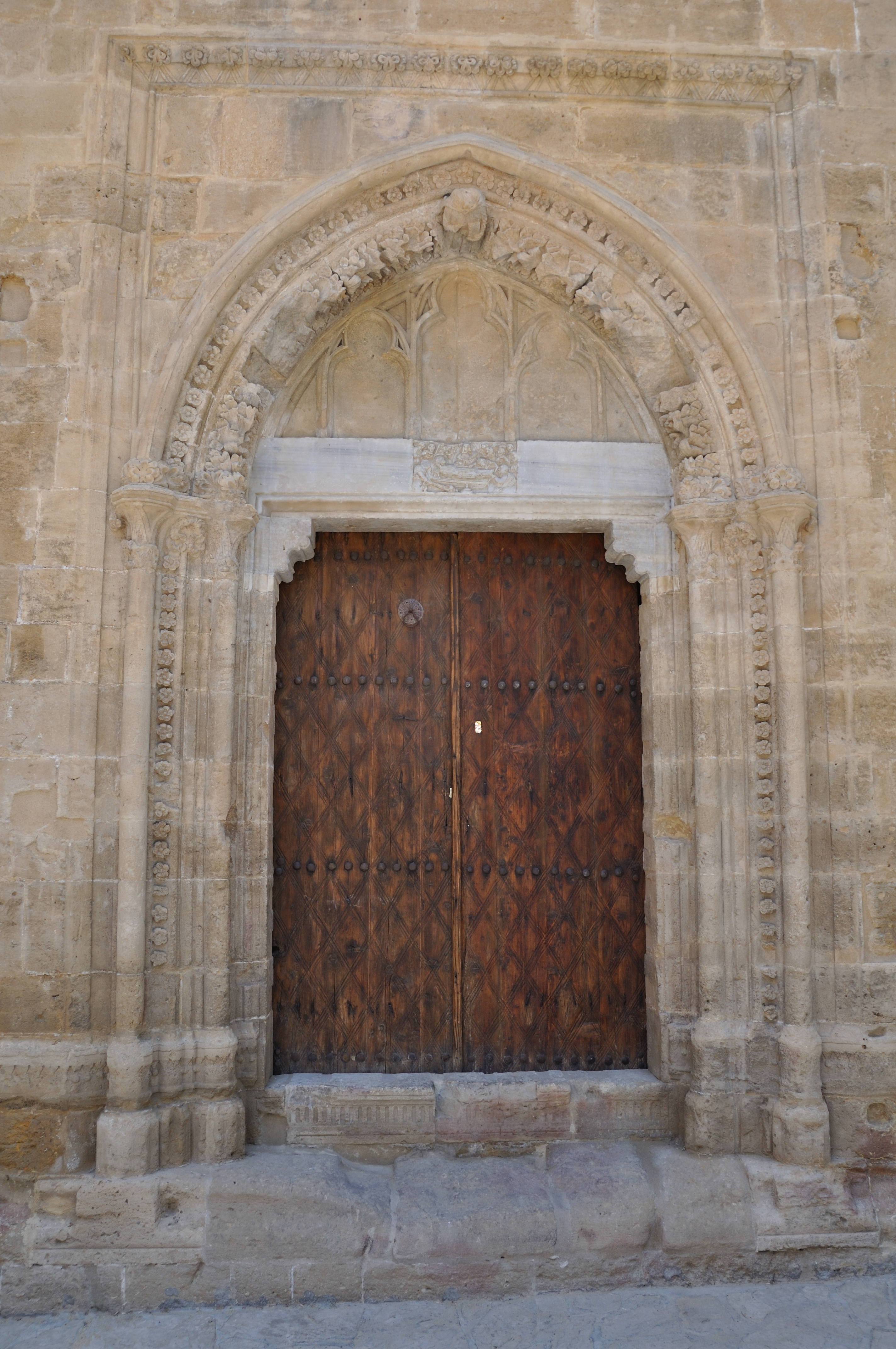
L'ingresso della moschea

La cattedrale è lunga 68 m per 24 m di larghezza e la sua altezza supera 21 m. La facciata è costituita da un ingresso monumentale incorniciato da due campanili incompiuti. 
L'interno è costituito da una navata centrale e due navate laterali con alcune piccole cappelle. 

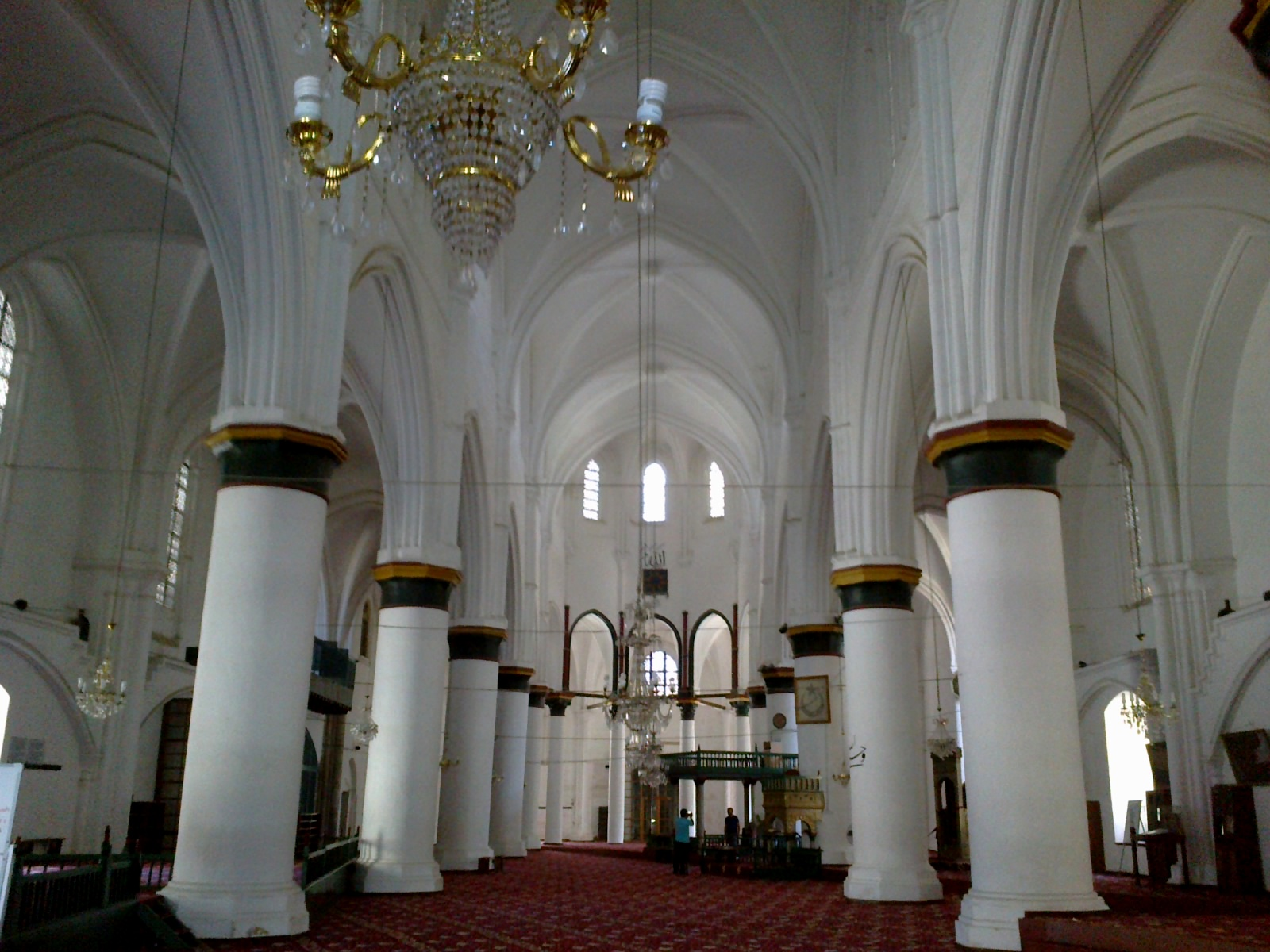
L'interno

La cappella settentrionale è dedicata a San Nicola e la cappella meridionale alla Vergine Maria e San Tommaso d'Aquino. Molti re e nobili del periodo dei Lusignano sono sepolti nella cattedrale. Le lastre di marmo delle loro tombe fanno ancora parte del pavimento dell'edificio, con le loro iscrizioni e spesso i corpi sono ancora ben conservati.

## Sovrani tumulati
Sovrani di Cipro tumulati quando la moschea era ancora cattedrale:
- Amalrico II di Lusignano (1144 circa–1º aprile 1205);
- Ugo III di Cipro (1235–24 marzo 1284).